# St. Pauli (metropolitana di Amburgo)
St. Pauli è una fermata della metropolitana di Amburgo, sulla linea U3, nel quartiere St. Pauli-Landungsbrücken.